# Helix (album)
Helix è il quinto album in studio del gruppo metal svedese Amaranthe, pubblicato il 19 ottobre 2018 tramite l'etichetta discografica Spinefarm Records. Il disco è il primo registrato col nuovo cantante Nils Molin, subentrato a Jake E.

## Tracce
Testi e musiche di Elize Ryd and Olof Mörck, tranne G60 e My Haven, composte assieme a Henrik Englund Wilhemsson.
1. The Score – 3:40
2. 365 – 3:28
3. Inferno – 3:12
4. Countdown – 3:00
5. Helix – 3:35
6. Dream – 3:39
7. GG6 – 3:09
8. Breakthrough Starshot – 3:11
9. My Haven – 3:43
10. Iconic – 3:11
11. Unified – 3:58
12. Momentum – 3:21

### Tracce bonus dell'edizione in digipack limitata
1. Say the Word – 2:51
2. Dream (acustica) – 3:34

### Tracce bonus dell'edizione giapponese
1. Helix (acustica) – 2:41
2. Unified (acustica) – 3:19

### DVD Bonus dell'edizione limitata
1. 365 (Videoclip)
2. The Making of "365" Music Video
3. The Making of the Album "Helix"

## Formazione
- Elize Ryd - voce
- Nils Molin - voce
- Henrik Englund Wilhemsson - voce death
- Olof Mörck - chitarra, tastiere
- Johan Andreassen - basso
- Morten Løwe Sørensen - batteria

### Produzione
- Jacob Hansen – produttore, ingegnere, missaggio, mastering
- Jonas Haagensen – ingegnere, assistente
- Elize Ryd - missaggio
- Olof Mörck – missaggio